# Cigacice
Cigacice (do 1937 r. niem. Tschicherzig, w latach 1937–1945 Odereck, w 1945 r. Cygaczyce) – wieś sołecka w zachodniej Polsce, w województwie lubuskim, w powiecie zielonogórskim, w gminie Sulechów, usytuowana na prawym brzegu Odry, około 7 km od Sulechowa. Zamieszkiwana przez 752 osoby (stan na 30 czerwca 2025).
Na wschód od Cigacic przebiega droga ekspresowa S3 (most nad Odrą o długości 571,84 m). W miejscowości znajduje się port rzeczny oraz most na Odrze, w ciągu drogi powiatowej.

## Historia
Przed 1945 r. wieś miała charakter wypoczynkowo-uzdrowiskowy (niem. luftkurort). W okolicy zakładano liczne winnice i produkowano wina. W 1937 r., w ramach polityki zniemczania nazw pochodzenia słowiańskiego, władze nazistowskie zmieniły nazwę miejscowości na Odereck.
W latach 1945–1954 siedziba gminy Cigacice, a następnie do 1973 r. – gromady Cigacice. W latach 1975–1998 zlokalizowana w województwie zielonogórskim.
W miejscowości funkcjonował przystanek kolejowy Cigacice na linii kolejowej nr 379 Konotop – Sulechów.

## Urbanistyka i architektura
Na skarpie odrzańskiej znajduje się zabytkowy, neogotycki kościół św. Michała Archanioła. Przypuszcza się, że wcześniej istniał w tym miejscu drewniany kościół średniowieczny. W XVI w., w wyniku reformacji, świątynia została przejęta przez protestantów. Obecny budynek wzniesiono w drugiej połowie XIX w.. Po II wojnie światowej został on przejęty przez katolików i poświęcony 2 sierpnia 1945. Obecnie świątynia jest siedzibą parafii pw. św. Michała Archanioła. Kościół posiada jedną nawę, absydę i wieżę.
Centralnym punktem Cigacic jest port rzeczny, który funkcjonował już w XIX w. Wówczas przeładowywano tu płody rolne i cukier przywożony z Wielkopolski. Pod koniec XIX wieku wybudowano bocznicę kolejową i zainstalowano wielki dźwig. Kolej z Sulechowa do Cigacic powstała w 1913 r. Do kompleksu portowego należał także skład węgla; ostatni transport przyjęto w 2007 r. W 2021 r. władze Gminy Sulechów zakupiły 6-hektarową działkę z portem od Katowickiego Węgla za 1,7 mln złotych.
Na zachód od dawnego składu węgla znajduje się niedokończona betonowa budowla, która miała pełnić funkcję przesypowni cementu. Obiekt prawdopodobnie powstał w okresie budowy Międzyrzeckiego Rejonu Umocnionego. Budowy nie ukończono z powodu niestabilnego gruntu.

## Zabytki

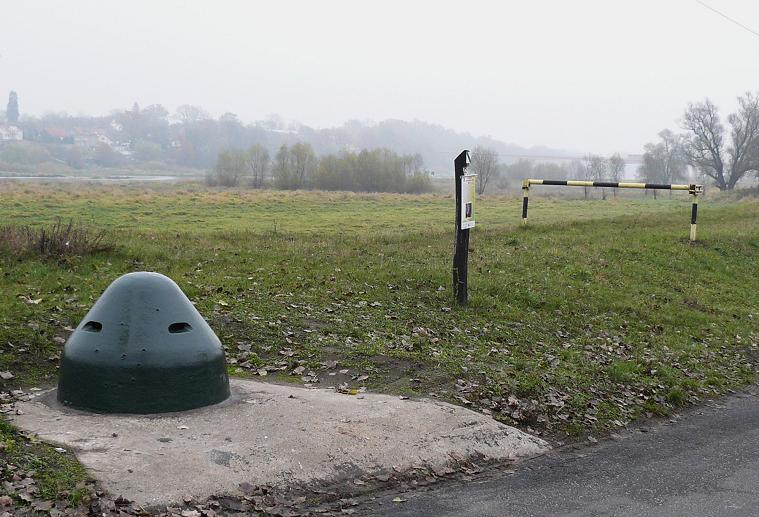
Kopuła obserwacyjna w Cigacicach – widok w stronę Odry

Na skarpie odrzańskiej znajduje się zabytkowy kościół św. Michała Archanioła w stylu neogotyckim.
W miejscowości znajdują się pozostałości niemieckich umocnień z okresu II wojny światowej (Linia Środkowej Odry), w tym zabezpieczona kopuła obserwacyjna – jedyny widoczny fragment żelbetowego, jednokondygnacyjnego schronu obserwacyjnego nr 712. Kopuła znajduje się przy południowym przyczółku mostu drogowego na Odrze (po wschodniej stronie szosy). Obiekt znajduje się pod opieką zielonogórskiego oddziału Towarzystwa Przyjaciół Fortyfikacji.

## Kultura
W 2005 r., z inicjatywy Marzeny Wozińskiej, przy miejscowej szkole podstawowej powstał „Teatr Wielki w Cigacicach” – amatorska grupa kabaretowa, złożona z mieszkańców okolicznych miejscowości. Opiekunem i reżyserem spektakli jest Dariusz Kamys z kabaretu Hrabi, zamieszkały w Górzykowie. Grupa wystawiła m.in. przedstawienia: „Królewna Śnieżka” (2006), „Bajki dla potłuczonych” (2007), „Różne takie story” (2008), „Miłość potrafi zaskoczyć” (2009), „Potwory z Cigacic” (2010), „Groch z kapustą” (2011), „Kabaretowy second hand” (2012), „Bez wstydu” (2013), „Większość z pamięci” (2014), „Skecze i cytaty” (2015), „Biuro skeczy znalezionych” (2016), „Rodziny się nie wybiera” (2017), „Bo tak!” (2018), „Czternasty raz” (2019), „Nieswojo” (2020, premiera odwołana z powodu pandemii COVID-19), „Spóźnione, ale najserdeczniejsze” (2024).